# گنبد نظام‌الملک
گنبد نظام‌الملک واقع در مسجد جامع اصفهان، هنگامی که مسجد هنوز به شکل دورهٔ عباسیان بود بدان اضافه شد، و برای این کار لازم آمد که ۲۴ ستون حذف شوند. به موجب حفریات اخیر باستانشناسی معلوم شده‌است که پیرامون این فضا یک دهلیز وجود داشت، که آن را از مابقی بنا جدا می‌کرد، و محتملا گنبد را به صورت مقصوره با نمازخانه‌ای برای اشراف و حکام و امیران، که به دلایل امنیتی مایل بودند جدا از عامه مردم نماز بگذارند، تشکیل می‌داد. گنبد نظام الملک ۱۵ متر قطر دارد.